# SBB Ae 3/6 I
Die SBB Ae 3/6I ist eine Einrahmen-Universallokomotive mit Einzelachsantrieb für Wechselstrom von 15'000 Volt 16 2⁄3 Hertz. Sie wurde in den Jahren 1920 bis 1929 für die damals im Flachland neu elektrifizierten Bahnstrecken der Schweizerischen Bundesbahnen (SBB) in mehreren Baulosen bestellt und in brauner Farbgebung in Betrieb genommen. Ein verhältnismässig grosser Teil der insgesamt 114 abgelieferten Maschinen wurde bis Mitte der 1990er Jahre zuletzt in grüner Farbgebung eingesetzt. Sie war mit einer Dienstzeit von über sieben Jahrzehnten eine der langlebigsten Lokomotivserien der SBB und erreichte hohe Laufleistungen. Die Ae 3/6I gilt mit dem Buchli-Antrieb als Vorbild der E16 der damaligen Deutschen Reichsbahn, der beiden als Prototypen 1925 nach Frankreich gelieferten PO E 501 und 502, die in mehreren Baulosen durch die französische Industrie nachgebaut wurden, sowie der ab 1927 gebauten SBB Ae 4/7, die im Grundsatz eine um eine Triebachse erweiterte Ae 3/6I ist.
Die Lokomotiven wurden auf der konstruktiven Basis der Be 2/5 Viktor, der ursprünglichen Midi E 3301 aus dem Jahre 1910, die 1918 zu einer Versuchslokomotive mit einem Buchli- wie auch mit einem Tschanz-Einzelachsantrieb umgebaut wurde, in Auftrag gegeben, wobei dem Buchli-Antrieb der Vorzug gegeben wurde. Nachfolgende Baulose basierten auch auf den Erfahrungen aus der Versuchslokomotive Ae 4/8 Grossmutter aus dem Jahre 1922.

## Vorgeschichte
Die ernsthafte Kohlenknappheit gegen Ende des Ersten Weltkrieges führte noch 1918 zu einem Beschluss zur Elektrifizierung der SBB, um von den ausländischen Energielieferungen in Form von Kohle unabhängig zu werden. Gestützt wurde dieser Beschluss, die Schweiz galt als Pionierland der Elektrotechnik, dadurch, dass um diese Zeit bereits auf hunderten von Kilometern, meist meterspurigen Strassen-, Überland-, Gebirgs- und Bergbahnen elektrisch gefahren wurde, dies wohl primär mit Gleichstrom, aber die Grundlage für eine umfassende Bahnstreckenelektrifizierung durch Wechselstrom von 15'000 Volt 16 2⁄3 Hertz waren durch die elektrisch betriebene Lötschberg-Bergstrecke gegeben, und die Elektrifizierung der Gotthard-Bergstrecke stand vor dem Abschluss.
Zu Beginn der ersten Elektrifizierungsetappe im Jahre 1920 liessen die SBB Entwürfe für eine Flachland-Universallokomotive ausarbeiten. Gefordert wurde nur die Einhaltung einiger weniger Punkte, die da unter anderem waren: drei Triebachsen, eine Leistung von 2000 PS, eine Höchstgeschwindigkeit von 90 km/h sowie eine maximale Achslast von 20 t. Die drei schweizerischen Elektrofirmen Brown, Boveri & Cie (BBC), Maschinenfabrik Oerlikon (MFO) und Société Anonyme des Ateliers de Sécheron (SAAS) hatten ansonsten weitgehend freie Hand. Es wurden folgende Entwürfe eingereicht und dann auch beschafft: BBC: Ae 3/6I, MFO: Ae 3/6II und SAAS: Ae 3/5.

## Konstruktion

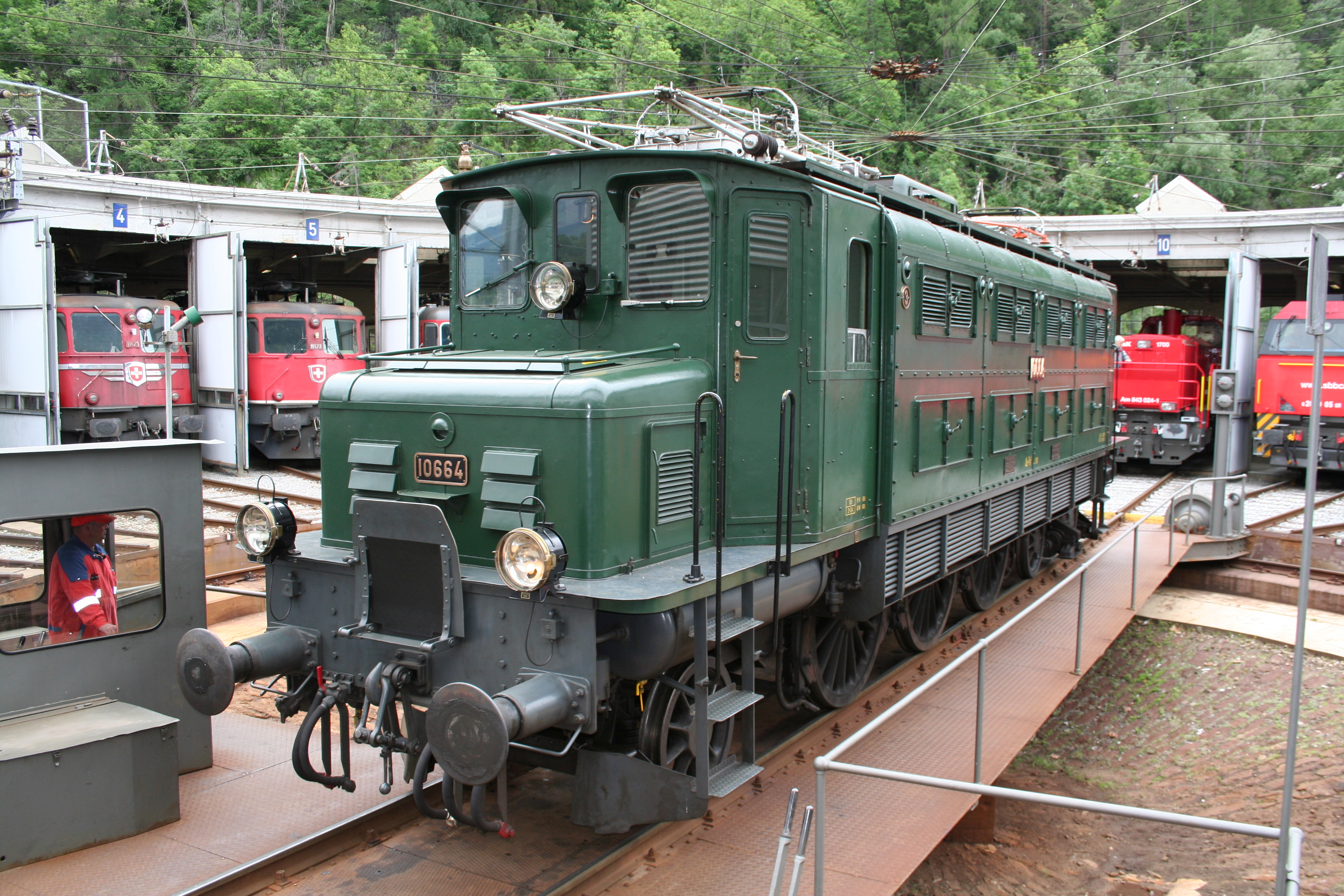
Ae 3/6^{I}

Der mechanische Teil aller Lokomotiven stammte von der Schweizerischen Lokomotiv- und Maschinenfabrik (SLM) in Winterthur. Der elektrische Teil der ersten 86 Lokomotiven, die 10601 bis 10686, stammte von BBC, welche diese Loks auch entwickelt hatte. 26 Lokomotiven die 10687 bis 10712 hatten eine elektrische Ausrüstung von MFO, und die zwei letzten gelieferten, die 10713 und 10714, eine von SAAS.
Vieles ähnelte noch den Dampflokomotiven, wie z. B. die asymmetrische Anordnung der Laufachsen oder die Anordnung des Führerpultes auf der rechten Seite im Führerstand.

### Mechanische Konstruktion
Die drei Triebachsen sind in einem Aussenrahmen gelagert. Jede Achse wird von einem eigenen im Lokkasten untergebrachten Fahrmotor angetrieben. Die Kraftübertragung erfolgt über Buchli-Antriebe, die auf einer Seite der Lok vor den Triebrädern angebracht sind. Der gleiche Antrieb wurde später auch bei der Ae 4/7 verwendet.
Auf der Führerstandseite I ist ein Laufdrehgestell angeordnet, welches das zusätzliche Gewicht des Haupttransformators aufnimmt; auf Führerstandseite II ist nur eine Bisselachse angebracht. Die Lok hatte gute Laufeigenschaften, so dass ihre Höchstgeschwindigkeit schrittweise von ursprünglich 90 km/h auf 100 km/h angehoben werden konnte.

### Elektrische Konstruktion
Die Lok war bei Ablieferung mit zwei Scherenstromabnehmern und einem Ölhauptschalter ausgerüstet, der unter einem Aufbau in der Dachmitte untergebracht war. Der Haupttransformator ist zwischen dem Laufdrehgestell und der ersten Triebachse angeordnet. Die Spannung an den Fahrmotoren wird mit einem Flachbahnstufenschalter geregelt. In den kleinen Vorbauten befinden sich auf einer Seite die Wendepol-Shuntwiderstände der Fahrmotoren, auf der anderen Seite der Kompressor.
Die Lokomotiven waren nicht für Vielfachsteuerung ausgerüstet.

### Umbau für den Einsatz vor Leichtschnellzügen
Schon in den 1930er Jahren wurde das Angebot auf der für die Schweiz besonders wichtigen Ost-West-Achse laufend ausgebaut. Ab dem Fahrplanwechsel 1935 wurden Leichtschnellzüge zwischen Genf und Zürich eingesetzt. Diese Züge wurden aus den neu beschafften Leichtstahlwagen zusammengestellt. Ihr leichtes Gewicht erlaubt höhere Beschleunigungen und dadurch kürzere Fahrzeiten. Zum Führen dieser Züge wurden die Ae 3/6I Lokomotiven ab der Nummer 10637 hergerichtet: die Leistung der Motoren wurde um 10 % erhöht und die Rückstellkraft der Laufdrehgestellzentrierung wurde angehoben. Dadurch konnte die zulässige Geschwindigkeit in den Kurven um 5 km/h erhöht und die Höchstgeschwindigkeit neu auf 110 km/h festgesetzt werden. Diese Änderungen erhielten 78 Lokomotiven ab dem Baujahr 1925. Die 36 zuerst gelieferten Lokomotiven wurden nicht angepasst, da die Fahrmotoren dazu nicht geeignet waren.

### Modernisierung ab 1965
Ab 1965 erhielten 15 Lokomotiven eine neue Verkabelung und Düsenlüftungsgitter. Bei einigen von diesen wurde auch der Ölhauptschalter durch einen DBTF Drucklufthauptschalter ersetzt, ein Stromabnehmer entfernt und die Wendepol-Shuntwiderstände vom Vorbau aufs Dach verlegt.

### Weitere Umbauten / Verbesserungen während des Einsatzes
- nach 1926: Aufbau von Stromabnehmern mit Doppelwippe. Bei den ursprünglich eingebauten Stromabnehmern mit Einfachwippe mussten beide Stromabnehmer an den Fahrdraht gehoben werden, was auf alten Bildern zu sehen ist.
- ab 1950: Bronze-Büchsen in den Buchli-Antrieben vermindern den Verschleiss
- Zur Vermeidung von Zugluft im Führerstand wird die jeweils rechte Türe zugeschweisst und der entsprechende Aufstieg entfernt
- ab 1960: Eine verbesserte Ritzelfederung mit Gummiwalzen reduziert den Verschleiss in den Buchli-Antrieben weiter
- Entfernung der Übergangsbleche über den Pufferbohlen
- Ersatz der Stangenpuffer durch Hülsenpuffer

## Betriebseinsatz

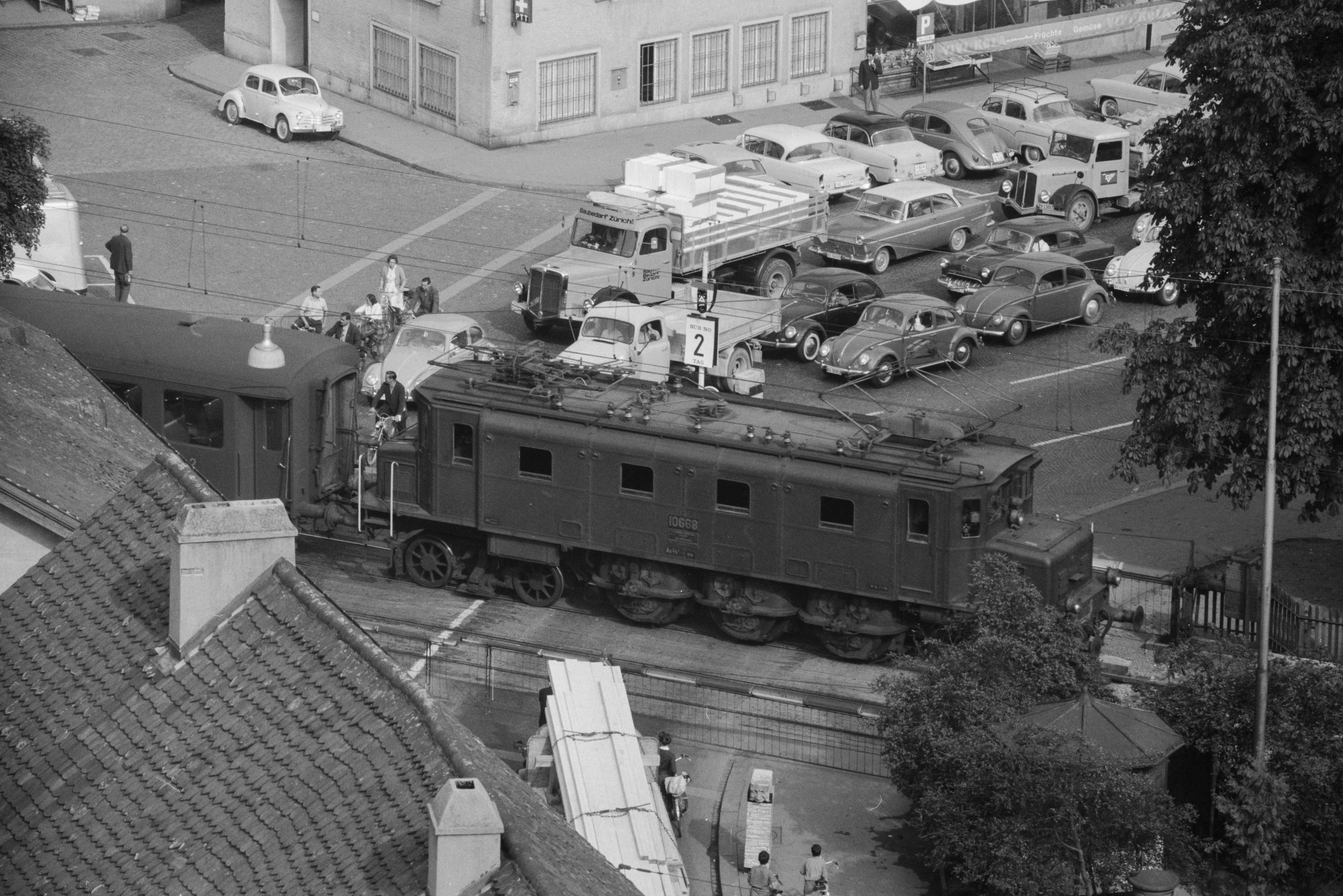
Eröffnung des Eisenbahntunnels in Baden mit Personenzug mit Elektrolokomotive Ae 3/6 10668 der SBB an der Spitze.

Zwei Ae 3/6 I (Vordergrund) in der Hauptwerkstätte Zürich

Der Einsatz erfolgte nach Ablieferung hauptsächlich vor Schnellzügen im Mittelland. Von 1935 bis 1946 wurden die Loks auch vor den Städteschnellzug zwischen Genf und Zürich eingesetzt, bevor sie in diesen Diensten durch die Re 4/4I verdrängt wurden. Die Loks wurden weiterhin vor Personen- und Güterzügen in der ganzen Schweiz mit Ausnahme der Gotthardstrecke eingesetzt. Nach der Einführung des Taktfahrplans im Jahr 1982 wurden die Lokomotiven meist vor Regionalzügen im Toggenburg, Glarnerland, auf der aargauischen Südbahn und im Studenland eingesetzt. Ab 1987 führten sie auch die Regionalzüge auf der Strecke Herzogenbuchsee-Solothurn-Lyss. 1993, ein Jahr vor der Ausrangierung, wurden die Regionalzüge Winterthur-St. Gallen neben der Ae 4/7 auch von der Ae 3/6I, ausgestattet mit Leichtstahlwagen oder Einheitswagen I, gezogen. Kurz vor der Ausrangierung waren die Loks noch vor Post- und Nahgüterzügen anzutreffen.
Die Lokomotiven waren mit Stand 1959, als Schnellzugs- und Personenzugs-Lokomotiven, in der Lage die folgenden Lasten zu ziehen:
- 0 ‰: 590 t mit 100 km/h
- 10 ‰: 500 t mit 65 km/h
- 26 ‰: 180 t mit 65 km/h

Bei einem Belastungsversuch mit einer der ersten abgelieferten Ae 3/6I hatte diese einen Zug mit 120 Achsen und einem Gesamtgewicht von 722 t auf einer Steigung 10 ‰ ohne Schwierigkeit bewegt. Dabei traten am Zughaken Zugkräfte bis zu 12 t auf.

### Lebensdauer
Die Ae 3/6I waren von 1921 bis 1994 im Einsatz, das sind 73 Jahre. Es gab keine anderen Lokomotiven bei den SBB, die so lange genutzt wurden und dazu ohne grössere Umbauten. Bei der Ausrangierung hatten viele Fahrzeuge eine Laufleistung von 5 bis 6 Millionen Kilometern.

### Ausrangierung
Die erste Ae 3/6I wurde 1970 auf Grund des schlechten Zustandes ausrangiert. Die Ablieferung von Re 4/4II und Re 6/6 in den 1970er Jahren führte zur Ausrangierung von 22 Loks. Ab 1982 wurden auch die übrigen Ae 3/6I durch die Ablieferung von neueren Loks und der NPZ-Triebwagen verdrängt.

## Verbleib
Die zwei Lokomotiven mit den Nummern 10664 (Depot Rapperswil) und 10700 (Depot Bern) sind bei den SBB als einsatzfähige historische Fahrzeuge erhalten geblieben und gehören heute der Stiftung Historisches Erbe der SBB (SBB Historic). Drei weitere Lokomotiven gehören Privatpersonen, die im Verein Swisstrain zusammengeschlossen sind – die 10601 und 10639 sind in Le Locle und Payerne abgestellt. Weitere Lokomotiven sind gemäss folgender Tabelle an verschiedenen Orten hinterstellt.
| Betriebsnummer alt | Halter – Besitzstand                      | Standort      | Farbgebung | Betriebszustand                     |
| ------------------ | ----------------------------------------- | ------------- | ---------- | ----------------------------------- |
| 10601              | SWTR – Swisstrain S.A.                    | Les Verrières | Braun      | Revision nötig                      |
| 10639              | SWTR – Swisstrain S.A.                    | Payerne       | Grün       | Revision nötig                      |
| 10650              | SBBH – Stiftung Historisches Erbe der SBB | Brugg         | Grün       | Revision nötig                      |
| 10664              | SBBH – Stiftung Historisches Erbe der SBB | Rapperswil    | Grün       | Fahrbereit – historische Lokomotive |
| 10693              | Privatperson                              | Brugg         | Grün       | In Aufarbeitung                     |
| 10700              | SBBH – Stiftung Historisches Erbe der SBB | St. Maurice   | Braun      | Fahrbereit – historische Lokomotive |